# 孙英 (东吴)
孫英（？—254年），三国時代人物，东吴皇族。孫权之孫，孙权最初皇太子孫登之次子，母不明。
父孫登在241年去世。孫登三子除了孫英以外都早亡。孫英被封为吴侯。253年，二代皇帝孫亮的太傅諸葛恪被孫峻在宴席上暗殺，孫峻掌握政权，就任丞相、大将軍。254年秋，孫英计划暗殺孫峻，但事情被发觉，孙英自殺，封国除。
「吴主五子传」引《吴历》说孫权皇太子、南陽王孫和無罪被害，众人憤激，前司馬桓慮计划殺害孫峻拥立孙英，孙英不知情卷入事件，只好自殺。